# Södra Vedbo kontrakt
Södra Vedbo kontrakt var ett kontrakt i Linköpings stift inom Svenska kyrkan. Kontraktet uppgick 1943 i Ydre och Södra Vedbo kontrakt.

## Administrativ historik
Lista över församlingar i Södra Vedbo kontrakt.
- Eksjö församling
- Höreda församling
- Mellby församling
- Hults församling
- Edshults församling
- Ingatorps församling
- Bellö församling
- Norra Solberga församling
- Flisby församling

## Kontraktsprostar
| Verksam   | Namn                           | Levnadstid | Övrigt                              |
| --------- | ------------------------------ | ---------- | ----------------------------------- |
| 1395      | Siggo Magni                    |            | Kyrkoherde i Höreda församling.     |
| 1547–1558 | M. Laurentii                   |            | Kyrkoherde i Höreda församling.     |
| 1631–1642 | Daniel Benedicti               | –1642      | Kyrkoherde i Flisby församling.     |
| 1643–1681 | Z. Johannis                    |            | Kyrkoherde i Eksjö församling.      |
| 1682–1705 | Nicolaus Benedicti Rymonius    | –1705      | Kyrkoherde i Ingatorps församling.  |
| 1705–1708 | Christiernus Johannis Norström | 1640–1708  | Kyrkoherde i Eksjö församling.      |
| 1710–1730 | Johannes Christierni Norström  | 1674–1730  | Kyrkoherde i Eksjö församling.      |
| 1731–1750 | Jonas Lidman                   | –1751      | Kyrkoherde i Eksjö församling.      |
| 1751–1758 | Nicolaus Sjöstedt              | 1682–1757  | Kyrkoherde i Höreda församling.     |
| 1759–1768 | Andreas Hertzman               | 1701–1768  | Kyrkoherde i Eksjö församling.      |
| 1770–1782 | Johan Mårtensson               | 1715–1782  | Kyrkoherde i Flisby församling.     |
| 1782–1793 | Anders Johan Meurling          | 1718–1793  | Kyrkoherde i Hults församling.      |
| 1793–1831 | Claes Magnus Livin             | 1753–1831  | Kyrkoherde i Flisby församling.     |
| 1831–1857 | Nils Johan Danielsson          | 1780–1857  | Kyrkoherde i Eksjö församling.      |
| 1858–1864 | Andreas Nicolaus Schmidt       | 1806–1878  | Kyrkoherde i Flisby församling.     |
| 1864–1865 | Carl August Augustinsson       | 1814–1873  | Kyrkoherde i Eksjö församling.      |
| 1867–1872 | Axel Fredrik Lundvall          | 1818–1889  | Kyrkoherde i Eksjö församling.      |
| 1877–1881 | Johan Theodor Oscar Waldner    | 1822–1890  | Kyrkoherde i Flisby församling.     |
| 1900–1905 | Carl Gustafsson                | 1831–1905  | Kyrkoherde i Höreda församling.     |
| 1905–1931 | Gustaf Svenson                 | 1852–1933  | Kyrkoherde i Eksjö stadsförsamling. |
| 1932–1942 | Erik Hjalmar Lindqvist         | 1885–      | Kyrkoherde i Flisby församling.     |